# Paute (cantão)
Paute é um cantão do Equador localizado na província de Azuay.
A capital do cantão é a cidade de Paute.